# Novopskov
Novopskov (ukrainien : Новопсков, russe : Новопсков) est une commune urbaine de l'oblast de Louhansk, en Ukraine. Elle compte 9 489 habitants en 2021. Cette commune en majorité russophone fait partie de la  république populaire de Lougansk depuis le 4 mars 2022,.

## Géographie
La commune se trouve à la confluence de la rivière Kamenka et de la rivière Aïdar, affluent du Donets,. Son point le plus élevé est le mont Pristine.

## Histoire
Un petit village du nom de Zakamianka est fondé à l'emplacement de la future Novopskov en 1636, mais il est entièrement brûlé à l'époque de la révolte de Boulavine au début du XVIIIe siècle.
Ce n'est qu'en 1829 que l'on construit un nouveau village du nom de Novopskov (Nouvelle-Pskov) en référence à la ville de Pskov car il y avait un cantonnement du régiment des hussards de Pskov. Ce fut un village de garnison jusqu'en 1856.
En 1931, le village devient le centre administratif du raïon du même nom et dispose d'une gazette locale à partir de 1932. Il est occupé par l'armée allemande du 10 juillet 1942 au 23 janvier 1943.
Une usine de produits laitiers et une fromagerie fonctionnent en 1954. On y trouve une scierie, une école primaire, une école moyenne, une école primaire et secondaire, un établissement secondaire agricole. Les trois kolkhozes locaux fusionnent en 1955 sous le nom de kolkhoze Lénine, réorganisé en 1960 en kolkhoze d'élevage d'engraissement de bétail sous le nom de kolkhoze de Novopskov. Le village comprend 4 185 habitants en 1959. En 1973, on y trouve une usine de volailles, une usine de produits laitiers, un sovkhoze d'engraissement de bétail et un musée d'histoire locale. On y compte 9 002 habitants en 1989.
Le sovkhoze est privatisé en 1995. L'usine laitière ferme en 2007. La population compte 9 882 habitants en 2013.
Le village est sous administration de la république populaire de Lougansk à partir du 4 mars 2022.